# Paul Tortelier
Paul Tortelier (París, Francia, 21 de marzo de 1914 - Chaussy, 18 de diciembre de 1990) fue un compositor y chelista francés.

## Primeros años
Tortelier nació en París, hijo de Joseph Tortelier y su esposa Marguerite, de soltera Boura. Joseph, que provenía de una familia de raíces bretonas, era ebanista en Montmartre. La madre de Tortelier tenía un amor particular por el violonchelo y él comenzó a tocar el instrumento cuando tenía seis años. Su educación general fue en la École Lucien Lafflessele, y desde los nueve años estudió violonchelo con Louis Feuillard.
A la edad de 12 años Tortelier ingresó en el Conservatorio de París, donde estudió violonchelo con Gérard Hekking. Mientras era estudiante, obtuvo ingresos como miembro de un trío tocando acompañamientos de películas mudas. Ganó el primer premio del conservatorio cuando tenía 16 años, tocando el Concierto para violonchelo de Elgar, y luego estudió armonía y composición con Jean Gallon. Hizo su debut profesional en 1931 a la edad de 17 años, como solista en el Concierto para violonchelo de Lalo con la Orquesta Lamoureux.
En 1935, Tortelier se unió a la Orquesta Filarmónica de Montecarlo como primer violonchelista y tocó con ellos hasta 1937. Allí actuó con Bruno Walter y Arturo Toscanini, e interpretó la parte solista en Don Quijote de Richard Strauss dirigida por el compositor.
En 1937, Tortelier aceptó una invitación de Serge Koussevitzky para unirse a la Orquesta Sinfónica de Boston. Permaneció hasta la temporada 1939-1940. Estuvo en París durante la Segunda Guerra Mundial, enseñando en el Conservatorio. Tuvo un matrimonio de corta duración con Madeleine Gaston, que terminó en divorcio en 1944. Después de la guerra fue violonchelista principal de la Orchestre de la Société des Concerts du Conservatoire en el periodo 1946-1947. En 1946 se casó con una alumna de violonchelo, Maud Monique Martin, con quien tuvo tres hijos, todos los cuales se convirtieron en músicos: Yan Pascal, violinista y posteriormente director, María de la Pau, pianista y Pomona, violonchelista.

## Carrera internacional en solitario
En 1947 comenzó la carrera internacional de Tortelier como solista en Berlín y Amsterdam. Después de un concierto en esta última ciudad, dirigido por Sir Thomas Beecham, en el que Tortelier volvió a interpretar la parte solista de Don Quijote, Beecham le invitó a repetir su actuación con la Royal Philharmonic Orchestra (RPO) en un festival de música de Strauss en Londres. en presencia del compositor. A los pocos días, Tortelier dio un recital con Gerald Moore en el Wigmore Hall y grabó la pieza de Strauss con Beecham y la RPO. Después del recital, el crítico musical de The Times escribió que Tortelier demostró ser "un artista de gran distinción, cuya interpretación combinaba el dominio técnico con una excelente maestría musical a lo largo de un programa que incluía obras de Bach, Beethoven, Tchaikovsky, Debussy y piezas virtuosas." Añadiendo:
- En virtud del fraseo y la variedad del tono, M. Tortelier hizo que Bach sin acompañamiento cobrara vida como pocos violonchelistas logran hacerlo, y su animada interpretación de la frecuentemente abusada sonata de Debussy puso de relieve su verdadero significado de una manera que no será olvidada rápidamente.

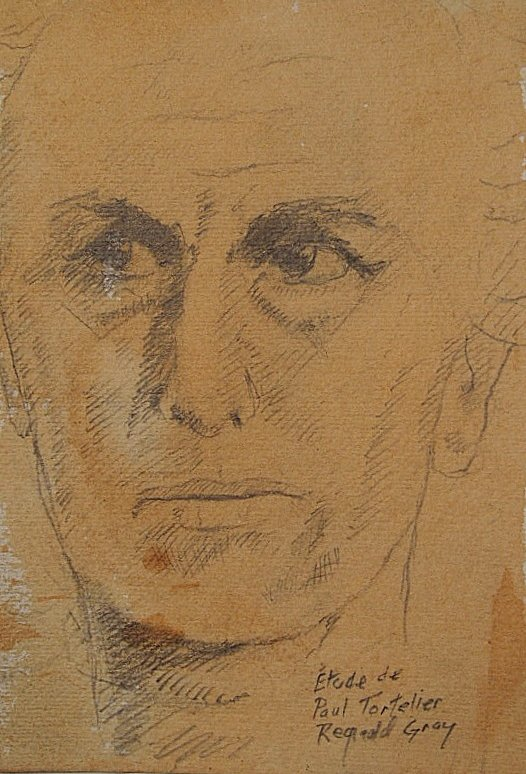
Paul Tortelier por Reginald Gray, c. 1980.

Durante su carrera posterior, Tortelier tocó en toda Europa, América, Australia, el norte de África, Israel, la URSS y Japón, pero Gran Bretaña siguió siendo fundamental para su carrera, y la mayoría de sus grabaciones durante las siguientes cuatro décadas se realizaron allí. Los ingleses le parecían desconcertantes por sus sentimientos poco demostrativos, pero les tenía cariño: "No puedo hablar de los ingleses sin emoción. Les debo todo en términos de mi carrera". Se sentía menos cómodo con los estadounidenses, a quienes encontraba amigables pero carentes de un aprecio verdadero.
En 1950 Pau Casals le pidió a Tortelier que tocara como violonchelista principal de la Orquesta del Festival de Prades; Por respeto a Casals, Tortelier estuvo de acuerdo. Más tarde dijo: "He tocado para Toscanini y Karajan, pero nunca sentí con ningún director lo que sentí con Casals". Más que cualquier otro violonchelista, fue Casals quien más le influyó. Tortelier dijo que había una cualidad espiritual en la forma de tocar de Casals: "uno nunca pensaba que Casals tocaba el violonchelo; estaba tocando música". No obstante, Tortelier obtuvo conocimientos técnicos de Casals, en particular el uso flexible de la mano izquierda en el diapasón por parte de este último y su fraseo y articulación asertivos. También absorbió el enfoque de Casals hacia la entonación, afinando o aplanando sutilmente el tono de las notas para obtener el mejor efecto armónico. Casals dijo sobre el dominio del violonchelo de Tortelier: "Cuando tocas lo haces hablar".

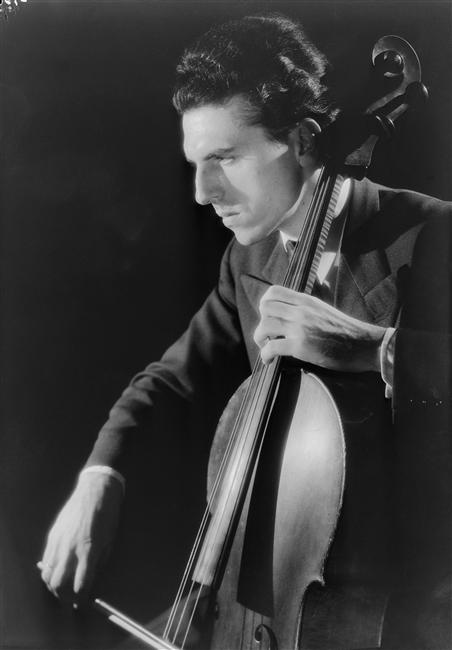
Tortelier, en 1948.

Aunque no era judío (era católico romano, aunque agnóstico), Tortelier se inspiró en los ideales de los fundadores del recién formado estado de Israel en 1948, y en 1955-1956 vivió con su esposa e hijos en el kibutz Ma'abarot, cerca de Haifa. Durante este período debutó como director de orquesta con la Orquesta Filarmónica de Israel.
La carrera internacional de Tortelier continuó hasta los setenta años. En un concierto para conmemorar su 75 cumpleaños se le unieron diversos colegas, incluido su amigo Mstislav Rostropovich, quien dirigió el Concierto para violonchelo en la menor de Saint-Saëns con Tortelier como solista y más tarde en el concierto se unió a él como compañero solista en una composición del propio Tortelier. el "Valse, alla Maud".
Tortelier murió de un ataque al corazón el 18 de diciembre de 1990 a la edad de 76 años en su dominio de Villarceaux, Yvelines, cerca de París. En un concierto en junio siguiente para celebrar su vida y obra, Yehudi Menuhin, Sir Charles Groves y Yan-Pascal Tortelier dirigieron, y entre los violonchelistas se encontraban Maud Martin Tortelier, János Starker y dos de los antiguos alumnos de Tortelier, Arto Noras y Raphael Sommer.

## Compositor, docente e innovador
Tortelier pensaba que era importante que los intérpretes escribieran música, porque sentía que eso les permitía abordar incluso las obras de repertorio como, hasta cierto punto, un acto de recreación:
Cuando preguntaba a artistas famosos por qué no componían, invariablemente le decían que no tenían ese talento. Pero él pensaba que eso es algo que se desarrolla.
Sus composiciones incluyen un Concierto para dos violonchelos y orquesta (1950), una Suite para violonchelo solo en re y dos Sonatas para violonchelo y piano. Escribió un Conjunto de variaciones para violonchelo y orquesta (May Music Save Peace). También escribió una Sinfonía para la Sinfónica de Israel. Varias de sus composiciones se incluyeron en un concierto especial para conmemorar su 75 cumpleaños en el Royal Festival Hall en 1989, en el que su esposa y su hijo se unieron a sus celebraciones.
Los alumnos de Tortelier incluyeron a Noras, Sommer, Jacqueline du Pré, Anne Gastinel y Nathan Waks. Fue profesor en el Conservatorio de París (1956–69), la Folkwang Hochschule de Essen, Alemania (1969–1975) y el Conservatorio Pierre Cochereau de Niza (1978–80). También fue profesor honorario en el Conservatorio Central de Beijing. En las décadas de 1960 y 1970 impartió una serie de clases magistrales que fueron grabadas y transmitidas por televisión por la BBC. El Times dijo de ellas: "fue el primer músico en popularizar la clase magistral en la televisión de la BBC. Con sus ojos hundidos y expresivos, su rebelde mata de cabello blanco y su inglés entrecortado pero articulado, cautivó a su audiencia tanto como a sus alumnos". Se destacó su parecido físico con los dibujos tradicionales del Don Quijote de Cervantes.
Siguiendo su deseo de fomentar el talento en ascenso, Tortelier fue director artístico y presidente del primer gran concurso de violonchelo de Gran Bretaña, celebrado en Bristol en 1975. Participaron 20 competidores de 12 países, y el concierto de gala contó con el estreno del Concierto para dos violonchelos del propio Tortelier, interpretado por el compositor y su esposa, con su hijo dirigiendo.

## Grabaciones
La extensa discografía de Tortelier incluye dos series de las Suites para violonchelo de Bach, la primera realizada en París en 1960 y la segunda en Londres en 1982. Grabó Don Quijote dos veces: primero con Beecham y la RPO en 1947 y luego en 1973 con el principal especialista de Richard Stauss, Rudolf Kempe y la Staatskapelle de Dresde. La revista Gramophone dijo de esta última que a pesar de los méritos de las grabaciones rivales, "por puro encanto y elegancia" esta versión gana la palma. Tortelier hizo tres grabaciones de estudio del concierto de Elgar: con Sir Malcolm Sargent y la Orquesta Sinfónica de la BBC en 1953, Sir Adrian Boult y la Orquesta Filarmónica de Londres en 1972, y con Charles Groves y la RPO en 1988. La BBC publicó una grabación de un concierto de 1972 del concierto con Boult y la BBC Symphony, en un CD que también incluye una interpretación del Doble Concierto de Brahms con los Torteliers padre e hijo, como solistas. Sus otras grabaciones incluyen los conciertos de Haydn, Saint-Saëns, Dvořák y Walton, las Variaciones sobre un tema rococó de Chaikovski, las obras completas de Beethoven para violonchelo y piano con Éric Heidsieck y las sonatas para violonchelo de Debussy y Fauré con Jean Hubeau. Con Menuhin grabó los conciertos dobles de Brahms y Delius.